# Berliner Nordsüd-S-Bahn
| |                                                                                                |                                         |                                  |  |  |  |
| Streckennummer (DB): | 6002 (Tunnel Nordkopf–Nordbf) 6032 (Nordbf–Anh. Bf–Schöneberg) 6034 (Anh. Bf–Anhalter Bahn)    |                                         |                                  |  |  |  |
| Kursbuchstrecke (DB): | 200.1, 200.2, 200.25                                                                           |                                         |                                  |  |  |  |
| Kursbuchstrecke: | 104a (Berlin Friedrichstraße – Schöneberg 1946) 103a, 105a (Potsdamer Platz – Papestraße 1946) |                                         |                                  |  |  |  |
| Streckenlänge: | 5,884 km                                                                                       |                                         |                                  |  |  |  |
| Spurweite: | 1435 mm (Normalspur)                                                                           |                                         |                                  |  |  |  |
| Stromsystem: | 750 Volt =                                                                                     |                                         |                                  |  |  |  |
| Streckengeschwindigkeit: | 60 km/h                                                                                        |                                         |                                  |  |  |  |
| |                                                                                                |                                         |                                  |  |  |  |
| \| \| \| von Gesundbrunnen \| \| \| \| \| \| \| \| zum Bw Nordbahnhof (bis 1984) \| \| \| \| \| \| \| −0,072 \| \| ⊙ \| \| \| \| \| \| 0,00 \| Nordbahnhof \| ⊙ \| \| \| \| \| \| 1,20 \| Oranienburger Straße \| ⊙ \| \| \| \| \| \| \| Spree \| \| \| \| \| \| \| \| \| \| \| \| \| \| \| 2,00 \| Friedrichstraße Stadtbahn \| ⊙ \| \| \| \| \| \| \| \| \| \| \| \| \| \| 2,60 \| Brandenburger Tor \| ⊙ \| \| \| \| \| \| \| von Hauptbahnhof (Planung S21) \| \| \| \| \| \| \| 3,60 \| Potsdamer Platz \| ⊙ \| \| \| \| \| \| \| nach Gleisdreieck (Planung S21) \| \| \| \| \| \| \| \| von Görlitzer Bf (ehem. Planung) \| \| \| \| \| \| \| 4,40 \| Anhalter Bahnhof \| ⊙ \| \| \| \| \| \| \| Landwehrkanal \| \| \| \| \| \| \| \| \| \| \| \| \| \| \| \| Nord-Süd-Fernbahn \| \| \| \| \| \| \| 5,584 \| \| ⊙ \| \| \| \| \| \| \| nach Südkreuz \| \| \| \| \| \| \| 6,10 \| Berlin Yorckstraße (Großgörschenstraße) \| ⊙ \| \| \| \| \| \| 6,80 \| Berlin Julius-Leber-Brücke \| ⊙ \| \| \| \| \| \| \| nach Schöneberg \| \| \| \| \| \| \| \| \| \| \| \| \| \| ⊙ = Koordinatenlink \| \| \| \| \| \| \| |                                                                                                |                                         |                                  |  |  |  |
| Strecke |                                                                                                | von Gesundbrunnen                       | von Gesundbrunnen                |  |  |  |
| Abzweig geradeaus und ehemals nach rechts |                                                                                                | zum Bw Nordbahnhof (bis 1984)           | zum Bw Nordbahnhof (bis 1984)    |  |  |  |
| Tunnelanfang | −0,072                                                                                         |                                         | ⊙                                |  |  |  |
| S-Bahnhof (im Tunnel) | 0,00                                                                                           | Nordbahnhof                             | ⊙                                |  |  |  |
| S-Bahnhof (im Tunnel) | 1,20                                                                                           | Oranienburger Straße                    | ⊙                                |  |  |  |
| Strecke unter Wasserlauf (im Tunnel) |                                                                                                | Spree                                   | Spree                            |  |  |  |
| |                                                                                                |                                         |                                  |  |  |  |
| S-Bahn-Turmhaltepunkt (im Tunnel) | 2,00                                                                                           | Friedrichstraße Stadtbahn               | ⊙                                |  |  |  |
| |                                                                                                |                                         |                                  |  |  |  |
| S-Bahn-Halt (im Tunnel) | 2,60                                                                                           | Brandenburger Tor                       | ⊙                                |  |  |  |
| Abzweig geradeaus und ehemals von rechts (im Tunnel) |                                                                                                | von Hauptbahnhof (Planung S21)          | von Hauptbahnhof (Planung S21)   |  |  |  |
| S-Bahnhof (im Tunnel) | 3,60                                                                                           | Potsdamer Platz                         | ⊙                                |  |  |  |
| Abzweig geradeaus und ehemals nach rechts (im Tunnel) |                                                                                                | nach Gleisdreieck (Planung S21)         | nach Gleisdreieck (Planung S21)  |  |  |  |
| Abzweig geradeaus und ehemals von links (im Tunnel) |                                                                                                | von Görlitzer Bf (ehem. Planung)        | von Görlitzer Bf (ehem. Planung) |  |  |  |
| S-Bahnhof (im Tunnel) | 4,40                                                                                           | Anhalter Bahnhof                        | ⊙                                |  |  |  |
| Strecke unter Wasserlauf (im Tunnel) |                                                                                                | Landwehrkanal                           | Landwehrkanal                    |  |  |  |
| Verschwenkung von links (im Tunnel) · Verschwenkung von rechts (im Tunnel) |                                                                                                |                                         |                                  |  |  |  |
| Kreuzung mit oberirdischer Strecke (im Tunnel) · Kreuzung mit oberirdischer Strecke (im Tunnel) |                                                                                                | Nord-Süd-Fernbahn                       | Nord-Süd-Fernbahn                |  |  |  |
| Tunnelende · Tunnelende | 5,584                                                                                          |                                         | ⊙                                |  |  |  |
| Strecke · Strecke |                                                                                                | nach Südkreuz                           | nach Südkreuz                    |  |  |  |
| S-Bahnhof | 6,10                                                                                           | Berlin Yorckstraße (Großgörschenstraße) | ⊙                                |  |  |  |
| S-Bahn-Halt | 6,80                                                                                           | Berlin Julius-Leber-Brücke              | ⊙                                |  |  |  |
| Strecke |                                                                                                | nach Schöneberg                         | nach Schöneberg                  |  |  |  |
| |                                                                                                |                                         |                                  |  |  |  |
| ⊙ = Koordinatenlink |                                                                                                |                                         |                                  |  |  |  |

Die Berliner Nordsüd-S-Bahn (damaliger Eigenname der Deutschen Reichsbahn mit der zeitgenössischen Zusammenschreibung „Nordsüd“) ist eine im Wesentlichen im Tunnel verlaufende Bahnstrecke der Berliner S-Bahn unter der Innenstadt. Sie umfasst den Streckenabschnitt vom Abzweig von der Stettiner Bahn zwischen den Stationen Humboldthain und Nordbahnhof über Friedrichstraße – Anhalter Bahnhof – Yorckstraße (Großgörschenstraße) zum Bahnhof Berlin-Schöneberg sowie den Abzweig vom unterirdischen Anhalter Bahnhof zur Anhalter Vorortbahn.
Eine zweite Nord-Süd-Strecke der S-Bahn mit dem Planungsnamen S21 ist im Bau. Diese dient u. a. zur Anbindung des Hauptbahnhofs (ehemals: Lehrter Bahnhof). Eine Verknüpfung mit dem bestehenden Nord-Süd-S-Bahn-Tunnel ist am Potsdamer Platz und an der Yorckstraße geplant.
Die Nord-Süd-Fernbahnstrecke über Hauptbahnhof nach Südkreuz verläuft durch den im Jahr 2006 in Betrieb genommenen Tiergartentunnel.

## Funktion
Die Nordsüd-S-Bahn sammelt die drei nördlichen Vorortstrecken Kremmener Bahn (Hennigsdorf), Berliner Nordbahn (Oranienburg) und Stettiner Bahn (Bernau) und verbindet sie mit den drei südlichen Vorortstrecken Wannseebahn aus Berlin-Wannsee, Anhalter Vorortbahn aus Teltow und Dresdener Bahn aus Blankenfelde. Sie schafft dabei eine S-Bahn-Verbindung zwischen den ehemaligen Fernbahnhöfen Stettiner Bahnhof (seit 1. Dezember 1950: Nordbahnhof) im Norden sowie Anhalter Bahnhof und Potsdamer Bahnhof im Süden und zusätzlich eine Umsteigemöglichkeit zur in Ost-West-Richtung verlaufenden Stadtbahn am Bahnhof Friedrichstraße.

## Geschichte

### Entstehung

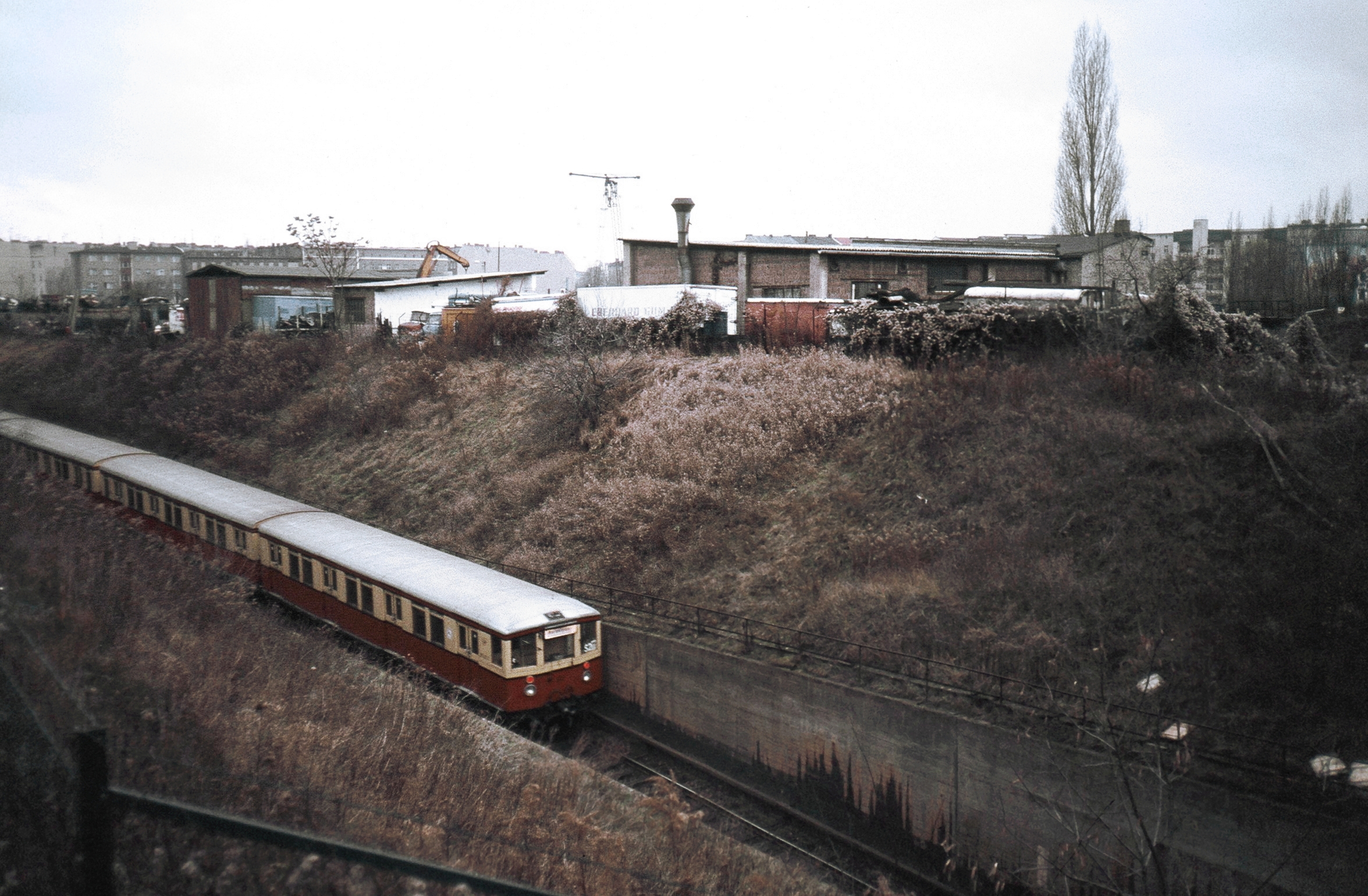
S-Bahn-Zug der Baureihe 275 der BVG auf der Rampe zur Anhalter und Dresdener Bahn, 1987

Nach der „Großen Elektrisierung“ der Berliner Stadt-, Ring- und Vorortbahnen, die im Wesentlichen 1933 abgeschlossen war, wuchs der Bedarf zur Verknüpfung der leistungsfähigen nördlichen und südlichen Vorortstrecken durch eine Verbindungsstrecke, die gleichzeitig die Berliner Kopfbahnhöfe mit einbezog. Aufgrund der engen innerstädtischen Bebauung war nur eine Tunnellösung realisierbar. Wegen mehrerer kreuzender U-Bahn-Strecken und Flussunterfahrungen mussten zudem enge Bogenradien (bis 145 m Radius), niedrige Lichtraumprofile und hohe Längsneigungen als Planungsparameter angesetzt werden.
Baubeginn war 1934, der Abschnitt Humboldthain – Unter den Linden (heute: Brandenburger Tor) wurde am 27. Juli 1936 eröffnet. Der Abschnitt zwischen Brandenburger Tor und Potsdamer Platz wurde am 15. April 1939 eröffnet. Der Abschnitt Potsdamer Platz – Anhalter Bahnhof – Großgörschenstraße – Schöneberg konnte am 9. Oktober 1939 dem Verkehr übergeben werden, der östlich gelegenere Abschnitt Anhalter Bahnhof – Yorckstraße – Papestraße am 5. November 1939. Beim Bau des Südabschnitts stellten sich Verzögerungen ein. Ursache waren u. a. Planungsänderungen, schwierige Baugrundverhältnisse am Potsdamer Platz (Mergelschicht) sowie ein Baugrubeneinsturz am 20. August 1935 nahe dem Brandenburger Tor vor dem Palais Blücher (US-Botschaft), bei dem 19 Arbeiter ums Leben kamen. Neben den drei nördlichen und südlichen Vorortstrecken sollte auch die Südringspitzkehre in den unterirdischen S-Bahnhof Potsdamer Platz eingeführt werden. Wegen der Planungen zur Umgestaltung der Reichshauptstadt unterblieb dies. Stattdessen schuf man Vorleistungen (Tunnelstümpfe) für einen Abzweig am Anhalter Bahnhof für die unterirdisch geplante Ost-West-S-Bahn zum Görlitzer Bahnhof und südlich des Landwehrkanals vier Tunnelstümpfe, um die gesamte Nord-Süd-S-Bahn zu einem geplanten S-Bahnhof Hornstraße zu leiten.

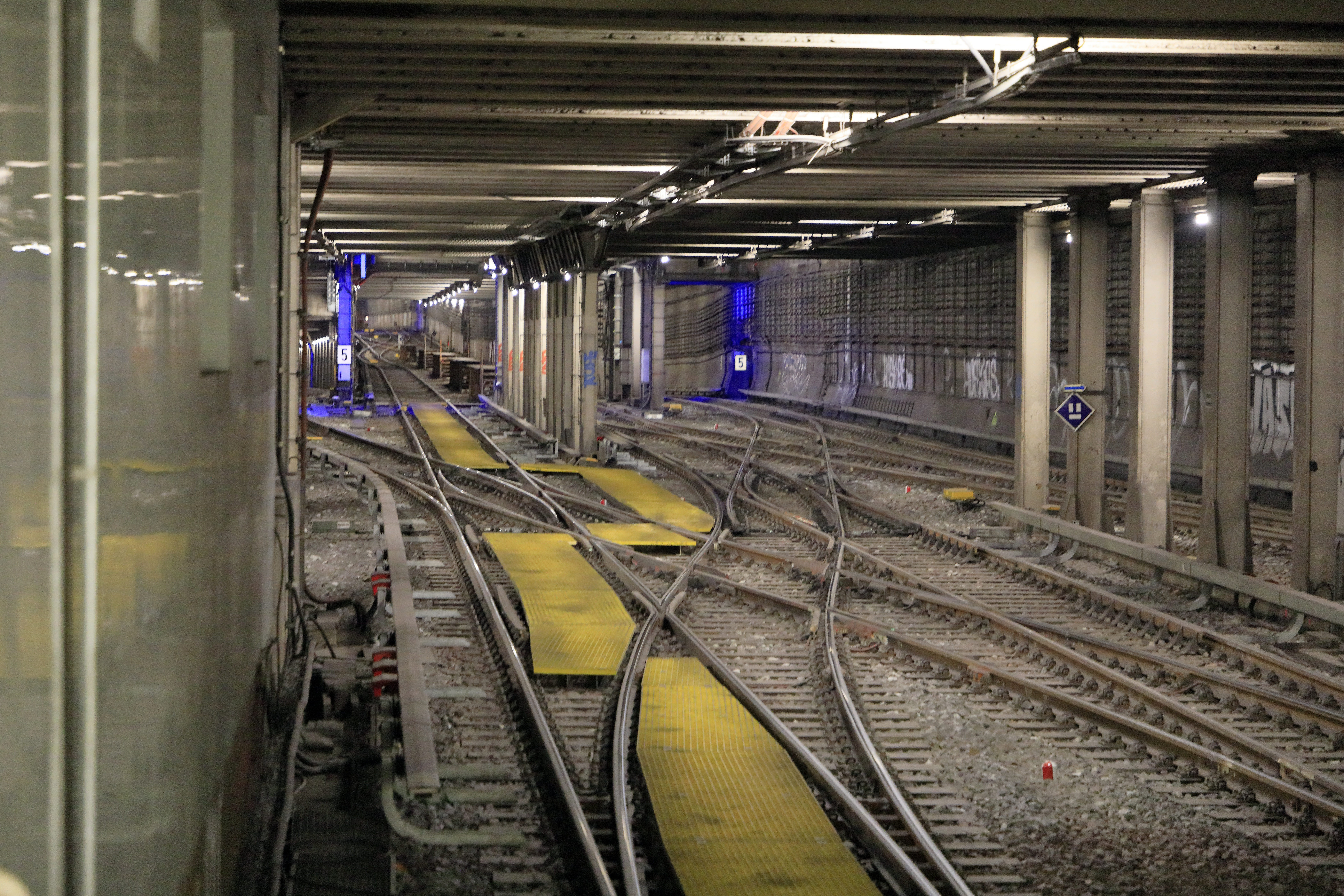
Kehranlage „Heuboden“ nördlich des Bahnhofs Potsdamer Platz

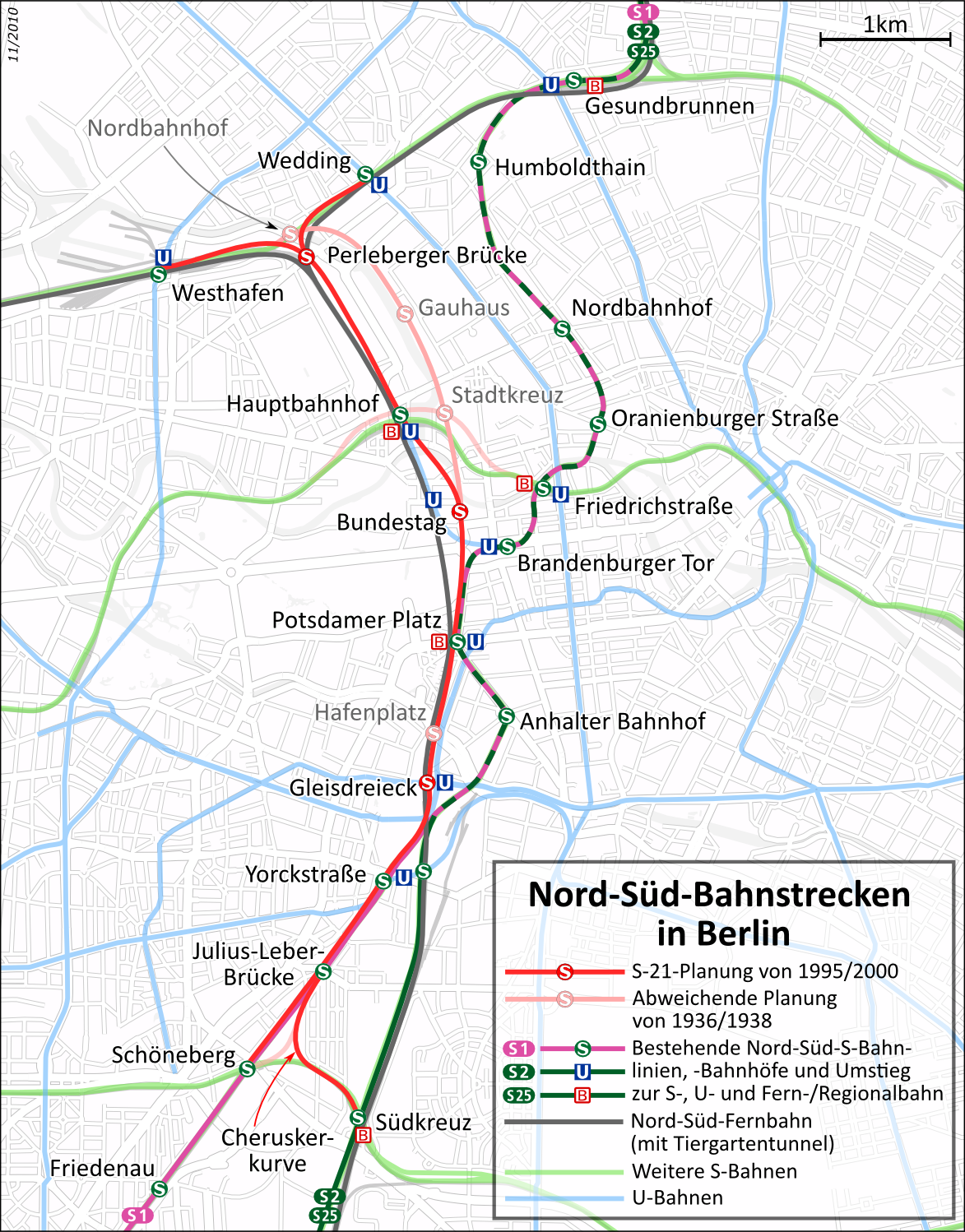
Planungen der Erweiterung des Tunnels nach Nordwesten der 1930er Jahre und von heute

Des Weiteren baute man eine zweigleisige Ausfädelungsstrecke nördlich des Potsdamer Platzes etwa bis in Höhe des Brandenburger Tores, die zunächst als Kehr- und Abstellanlage für die Südringspitzkehre dienen sollte, und in einer späteren Bauphase über die Stationen Reichstag, Stadtkreuz und Gauhaus zum Nordbahnhof verlängert werden sollte (Reichstag und Gauhaus dabei zur Erschließung der Großen Halle im Rahmen der geplanten „Welthauptstadt Germania“). Diese Anlage wird heute als Abstellanlage („Heuboden“) genutzt. Es ist geplant, diese Ausfädelung als Teil der S21 zum neuen Berliner Hauptbahnhof und weiter bis zum Nordring zu nutzen. Mit Beginn des Zweiten Weltkriegs unterblieben außer den genannten Vorleistungen alle weiteren Arbeiten.
Die Gesamtkosten beliefen sich auf 170 Millionen Reichsmark (kaufkraftbereinigt in heutiger Währung rund 886 Millionen Euro). 1,8 Millionen Kubikmeter Erdmassen wurden bewegt und 440.000 Kubikmeter Beton sowie 40.000 Tonnen Stahl verbaut.

### Sprengung
Bei der Schlacht um Berlin wurde am 2. Mai 1945 um 7:55 Uhr, wenige Stunden vor dem Befehl von General Weidling zur Einstellung der Kampfhandlungen, die Tunneldecke unter dem Landwehrkanal durch die SS gesprengt. Infolgedessen wurde der gesamte Tunnel geflutet und mit ihm über den Verbindungsgang am Bahnhof Friedrichstraße auch große Teile des U-Bahn-Netzes (siehe: Geschichte der Berliner U-Bahn). Auch die unterirdischen Einrichtungen des benachbarten BASA-Bunkers wurden hierbei überflutet.
Hierbei ist umstritten, ob bei dieser Flutung Personen ertrunken sind. Wahrscheinlich handelt es sich bei den zwischen 80 und 130 später aufgefunden und geborgenen Leichen um Opfer der Kampfhandlungen der letzten Kriegstage, die im Tunnel vor der Flutung gestorben waren. In den letzten Kriegstagen wurden die Tunnelstationen mit S-Bahn-Zügen vollgefahren und als Notlazarette genutzt.
Nicht geklärt ist, wer den Tunnel gesprengt und wer dies befohlen hat. Zur eigentlichen Sprengung waren sehr gute Orts- und Baukenntnisse nötig. Eine Theorie besagt, dass die Sprengung im Zusammenhang mit Hitlers „Nerobefehl“ stehen könnte, der durch Angehörige der SS ausgeführt wurde. Zwar berichten Zeugen, dass in den letzten Apriltagen in Teilen des Tunnels Wasser gestanden habe, jedoch wird es sich zu diesem Zeitpunkt nur um Grundwasser gehandelt haben, das in den Tunnel an den Stellen eindrang, die durch Bombentreffer oder durch Baumängel (u. a. der Sohlenbruch nahe dem Boulevard Unter den Linden) beschädigt waren.
In den Filmen Rotation, Der letzte Akt und Befreiung (Teil 5) wurden Sprengung und Flutung dargestellt.

### Instandsetzung

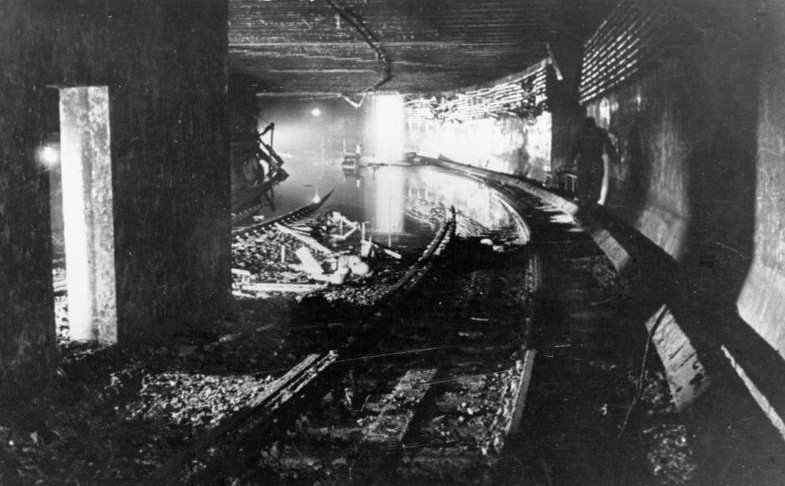
Schäden an der Spreeunterfahrung, 1946

Wegen des durch die Kampfhandlungen herbeigeführten Stromausfalls konnte das Grundwasser nicht abgepumpt werden. Die Instandsetzungsarbeiten begannen noch 1945. Die Wannseebahnzüge mussten zunächst in den oberirdischen Potsdamer Ringbahnhof geführt werden. Ab dem 2. Juni 1946 gab es einen Pendelverkehr zwischen Anhalter Bahnhof und Friedrichstraße, ab 27. Juli 1946 fuhren die Wannseebahnzüge wieder in den Tunnel, ab 15. August auch die S-Bahn-Züge von Lichterfelde Süd. Auch die Schäden an der Spreeunterfahrung stellten sich als erheblich heraus. Trotz der schweren Zerstörungen und unzureichender Hilfsmittel und Baustoffe konnte der Tunnel am 15. November 1947 wieder durchgehend befahren werden (Planbetrieb ab dem Folgetag).

### Teilung und Wiedervereinigung Berlins

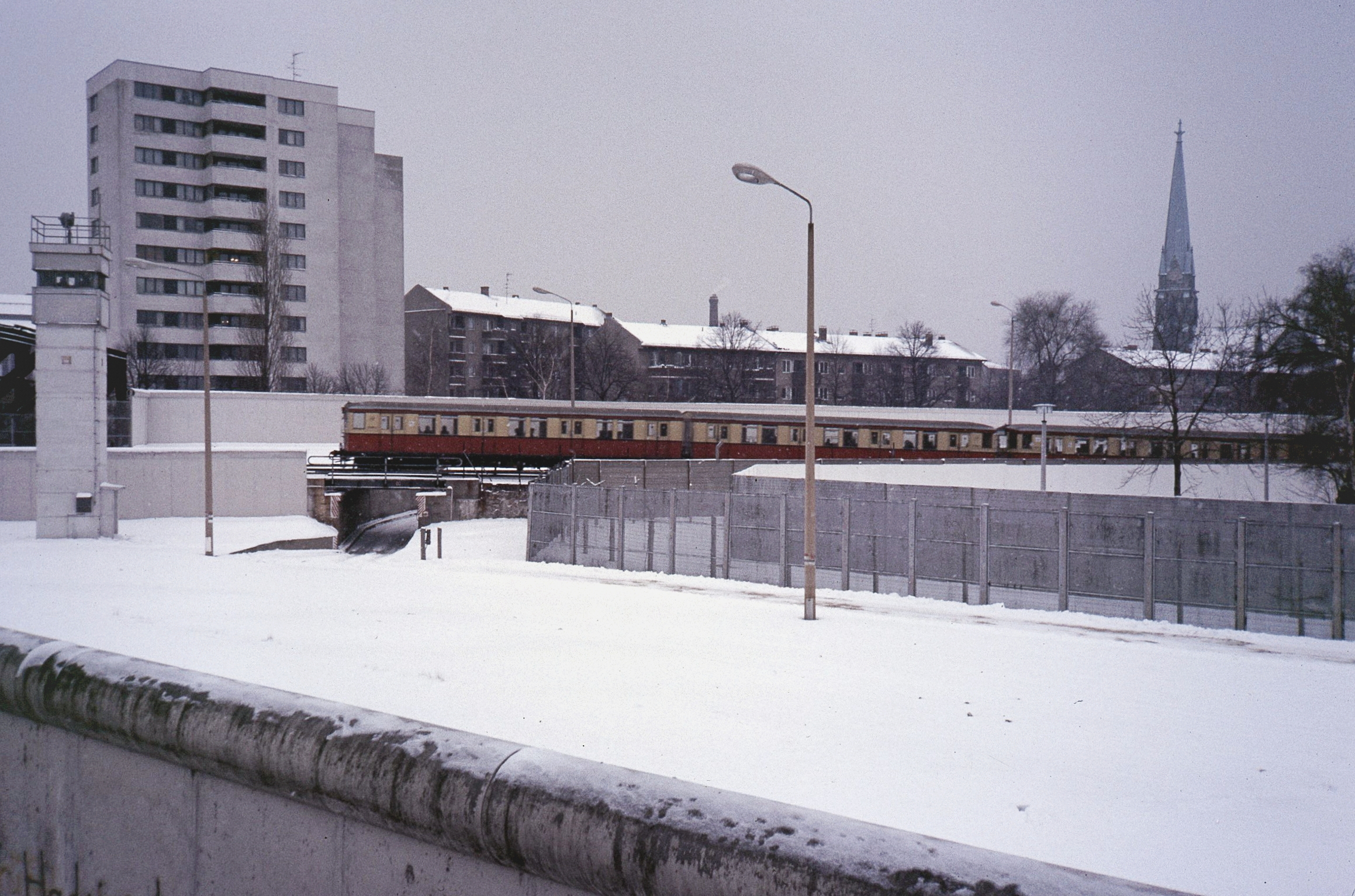
S-Bahn-Zug der Baureihe 275 der BVG auf der Rampe am Nordbahnhof, 1987

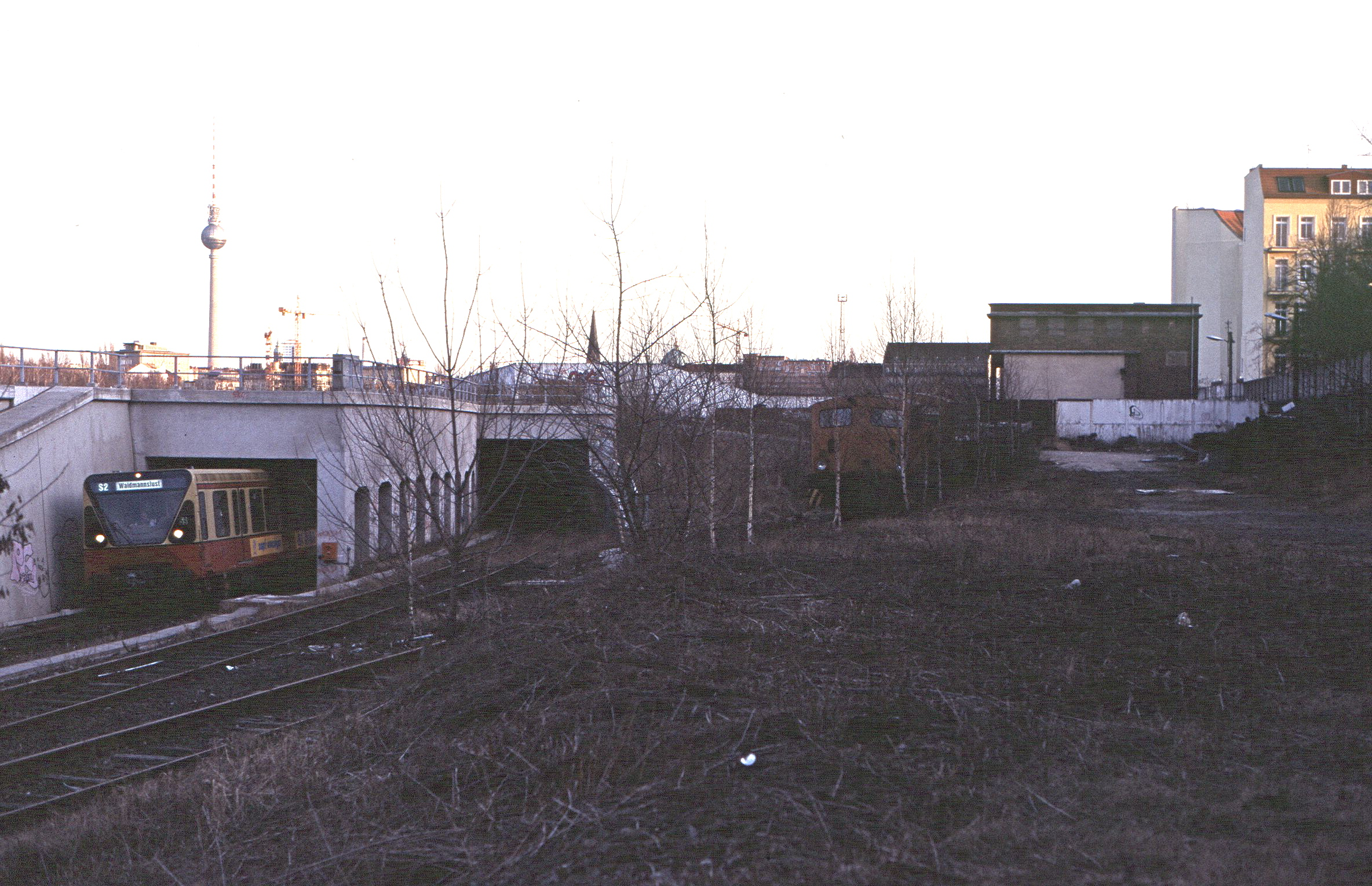
Linker und mittlerer Tunnelmund am Nordbahnhof mit ausfahrendem Zug der Baureihe 480, 1997

Mit dem Bau der Berliner Mauer im Jahr 1961 wurden alle S- und U-Bahnhöfe in Ost-Berlin außer dem als Grenzübergangsstelle genutzten Bahnhof Friedrichstraße (siehe: „Geisterbahnhof“ und „Tränenpalast“) für den Verkehr geschlossen. Die Züge, die nun nur noch von West-Berlin aus benutzt werden konnten, fuhren von Anhalter Bahnhof bis Friedrichstraße und weiter bis Humboldthain ohne Halt durch. 
Nach dem Mauerbau wurden zahlreiche Notausgänge dauerhaft verschlossen. Man fürchtete, dass DDR-Bürger die Notausgänge von der Straße her öffnen und in den Tunnel gelangen könnten. Dann hätten sie einen Zug anhalten, einsteigen und nach West-Berlin mitfahren können, ähnlich wie die Flucht, die im Waisentunnel der U-Bahn einmal vorgekommen ist. Die noch begehbaren Notausgänge wurden umfassend elektronisch gesichert mit Alarmdrähten und Kontakten in Türrahmen und unter Trittplatten. Eine Alarmauslösung hätte die in den Geisterbahnhöfen anwesenden Grenztruppen verständigt. Nach dem Brand im Bahnhof King’s Cross St. Pancras in London 1987 wurden weitere Notausgänge begehbar hergerichtet.
Als die Deutsche Reichsbahn in der Nacht vom 8. zum 9. Januar 1984 den S-Bahn-Betrieb in West-Berlin an den Senat übergab, übertrug dieser den Betrieb den Berliner Verkehrsbetrieben (BVG) (siehe Geschichte der Berliner S-Bahn#Der zweite Reichsbahnerstreik 1980). Die BVG nutzte zunächst nur den südlichen Tunnelabschnitt bis Anhalter Bahnhof und nahm den Betrieb durch den gesamten Nord-Süd-S-Bahn-Tunnel im Mai 1984 auf. Nach dem Fall der Berliner Mauer konnten bis 1992 alle während der Teilung geschlossenen „Geisterbahnhöfe“ wieder eröffnet werden:
- 02. Juli 1990: Oranienburger Straße
- 01. September 1990: Nordbahnhof, Unter den Linden
- 22. Dezember 1990: Bornholmer Straße
- 01. März 1992: Potsdamer Platz und Wiederinbetriebnahme des gesamten Tunnels nach Sanierung

### 1990er Jahre
Eine erste umfassende Instandsetzung seit 1945 begann ab Januar 1991 in Teilabschnitten, wurde jedoch Mitte 1991 wegen starker Staubentwicklung in eine Vollsperrung umgewandelt. Die Reichsbahn ließ nahezu sämtliches Material im Tunnel austauschen, die Wände reinigen und beschichten. Damit wurden auch die letzten Schäden der Tunnelflutung beseitigt. Der Bau des neuen Fernbahntunnels zum Hauptbahnhof und die damit verbundenen elektromagnetischen Einflüsse der Fahrleitung machten es weiterhin erforderlich, ein neues Signalsystem mit einem elektronischen Stellwerk zu installieren. Es wurden Ks-Signale eingebaut, jedoch aufgrund der beengten Platzverhältnisse im Tunnel keine üblichen Ks-Signalschirme, sondern aus Zusatzanzeigern mit Lichtleitoptiken und LED bestehende Tunnelsignale, die sich je nach Bedarf bestücken lassen und für das klassische Abfertigungsverfahren durch die Bahnsteigsaufsicht nötigen Zusatzsignale Zp 8 (Türen schließen) und Zp 9 (Abfahren) enthalten. Die Abfertigungssignale werden jedoch nicht mehr benutzt, seitdem im Tunnel Zugabfertigung durch den Triebfahrzeugführer (ZAT) besteht. Die Arbeiten wurden von Juli 2005 bis Mai 2006 ausgeführt. Seitdem besteht auf den Tunnelstrecken auch Gleiswechselbetrieb. Die Nord-Süd-S-Bahn war die letzte Strecke im Berliner S-Bahn-Netz mit dem automatischen Streckenblock der Bauart AB 37 und Sv-Signalen mit Blendenrelais.

### Zugbeeinflussungseinrichtungen
Bis zum Frühjahr 2015 war der Tunnel mit mechanischen Fahrsperren ausgerüstet. Während der Sanierung bis Mai 2015 wurde das System ZBS installiert und am 4. Mai 2015 dem Betrieb übergeben.

## Spezifikation
Um den Tunnelbau im dichtbebauten Stadtzentrum überhaupt realisieren zu können, waren Ausnahmen von der damals geltenden Eisenbahn-Bau- und Betriebsordnung erforderlich. Entsprechend den Abmessungen der zu dieser Zeit eingesetzten S-Bahn-Wagen wurden folgende Normen in der Planungsphase festgelegt:
- kleinster Bogenradius: 150 m (an Bahnsteigen: 400 m)
- größte Längsneigung: 33 ‰
- größte Geschwindigkeit: 48 km/h (baulich: 60 km/h)
- höchste Seitenbeschleunigung: 0,4 m/s²
- größte Fahrzeughöhe: 3,80 m

Tatsächlich beträgt der kleinste derzeit befahrene Bogenradius auf der Nordsüd-S-Bahn nur 145 m, gelegen in der südlichen Ausfahrt des S-Bahnhofs Potsdamer Platz von Gleis 2 in Richtung Anhalter Bahnhof. Für die dort geplante Einführung der Südringgleise von und nach Gleis 2 und 3 sind sogar lediglich 140 m Radius projektiert.
Für einen sicheren Fahrbetrieb ist es wichtig, ein geeignetes Radreifenprofil zu verwenden. Die BVG hatte nach der Aufarbeitung der von ihr übernommenen Fahrzeuge mehrfach Entgleisungen im Nord-Süd-S-Bahn-Tunnel zu beklagen, weil sie die Radsätze zunächst mit dem bei der Bundesbahn verwendeten Profil versah, statt jenes der Reichsbahn weiterzuverwenden.
Die Nordsüd-S-Bahn hat ein eingeschränktes Sonder-Lichtraumprofil mit einer Höhe von 3,83 m über Schienenoberkante und einer Breite von 3,43 m. Das Lichtraumprofil ist u. a. in der Höhe eingeschränkt, weshalb die Fahrzeuge der – bis 1962 auf anderen Berliner S-Bahn-Strecken verkehrenden – Reihe ET 169 aufgrund ihrer größeren Höhe und Wagenkastenlänge im Tunnel nicht zugelassen waren und die Fahrzeuge der Bauart Oranienburg (ET 168) erst durch Umbau tunneltauglich gemacht werden mussten (u. a. durch Versetzen der Dachlüfter Bauart Wendler nach außen). Die Beschränkung von Wagenhöhe und ‑länge beeinflusst auch heute noch die Fahrzeugbeschaffungen für das gesamte Berliner S-Bahn-Netz, Konstruktionen aus anderen Städten lassen sich somit nicht für das Berliner Gleichstrom-S-Bahn-System übernehmen.

## Bahnhöfe und Tunneleinfahrten

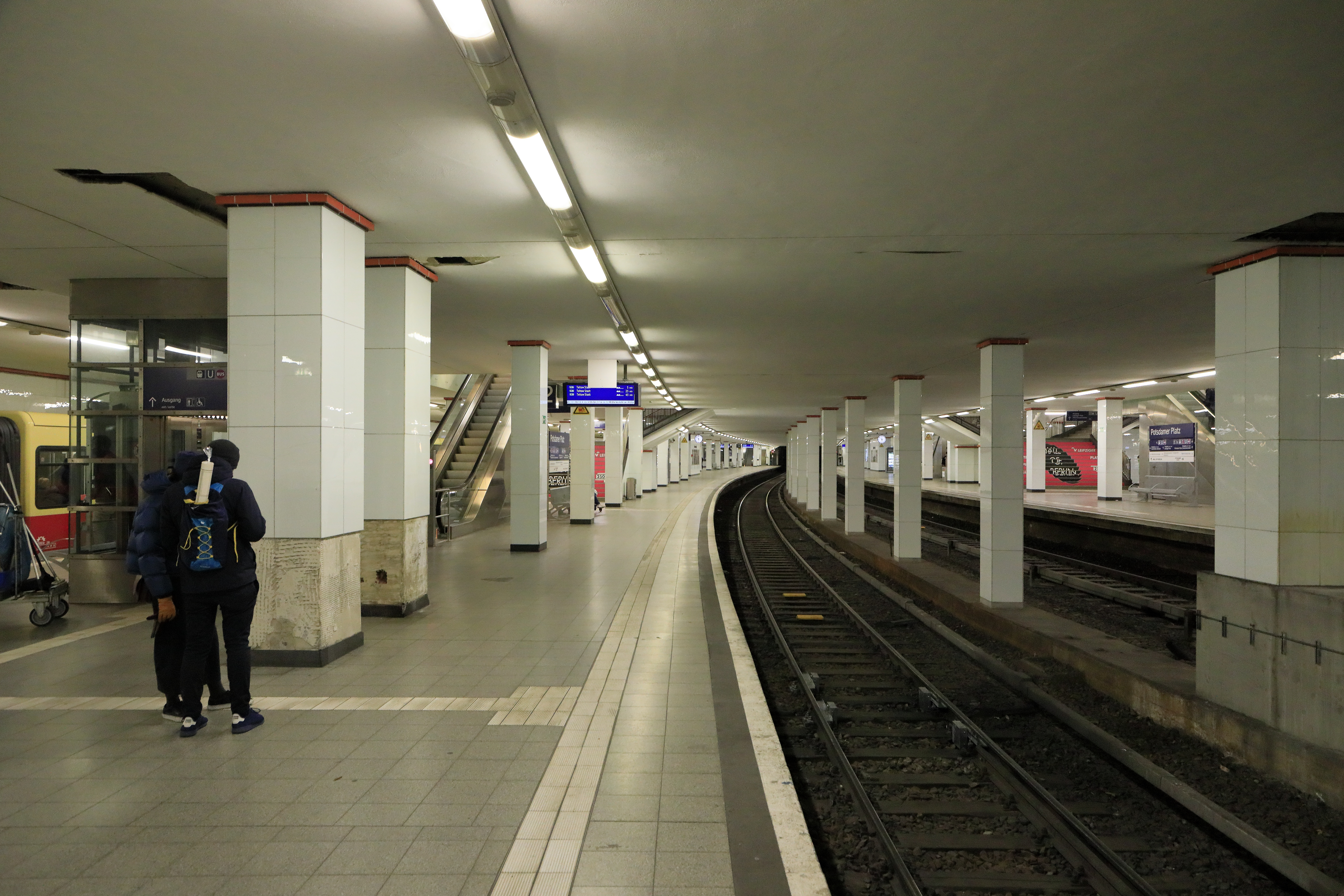
S-Bahnhof Potsdamer Platz

(Von der Stettiner Bahn und Berliner Nordbahn und deren gemeinsamen Bahnhof Gesundbrunnen kommend)
- Humboldthain (noch oberirdisch, aber gemeinsam mit der Tunnelstrecke eröffnet)
- nördliche Tunneleinfahrt
- Nordbahnhof (bis 1950 Stettiner Bahnhof, der Fernbahnhof wurde jedoch bereits 1952 stillgelegt und abgerissen).
- Oranienburger Straße
- Friedrichstraße, mit Übergang zum Bahnhof Friedrichstraße auf der Stadtbahn und zur U-Bahn (jetzt: Linie U6).
- Brandenburger Tor, unmittelbar am Pariser Platz mit dem Brandenburger Tor (früher: S-Bahnhof Unter den Linden).
- Potsdamer Platz (der oberirdische, am Südrand des Platzes angesiedelte Fernbahnhof Potsdamer Bahnhof wurde 1945 geschlossen; heute befindet sich stattdessen direkt westlich des S-Bahnhofs der Tunnelbahnhof Potsdamer Platz im Verlauf des neuen Nord-Süd-Tunnels der Fern- und Regionalbahn, allerdings derzeit nur für die früher vom Anhalter Bahnhof bedienten Strecken Richtung Leipzig und Dresden)
- Anhalter Bahnhof (der oberirdische Fernbahnhof wurde 1952 geschlossen und 1960 bis auf einen Portalrest abgerissen).

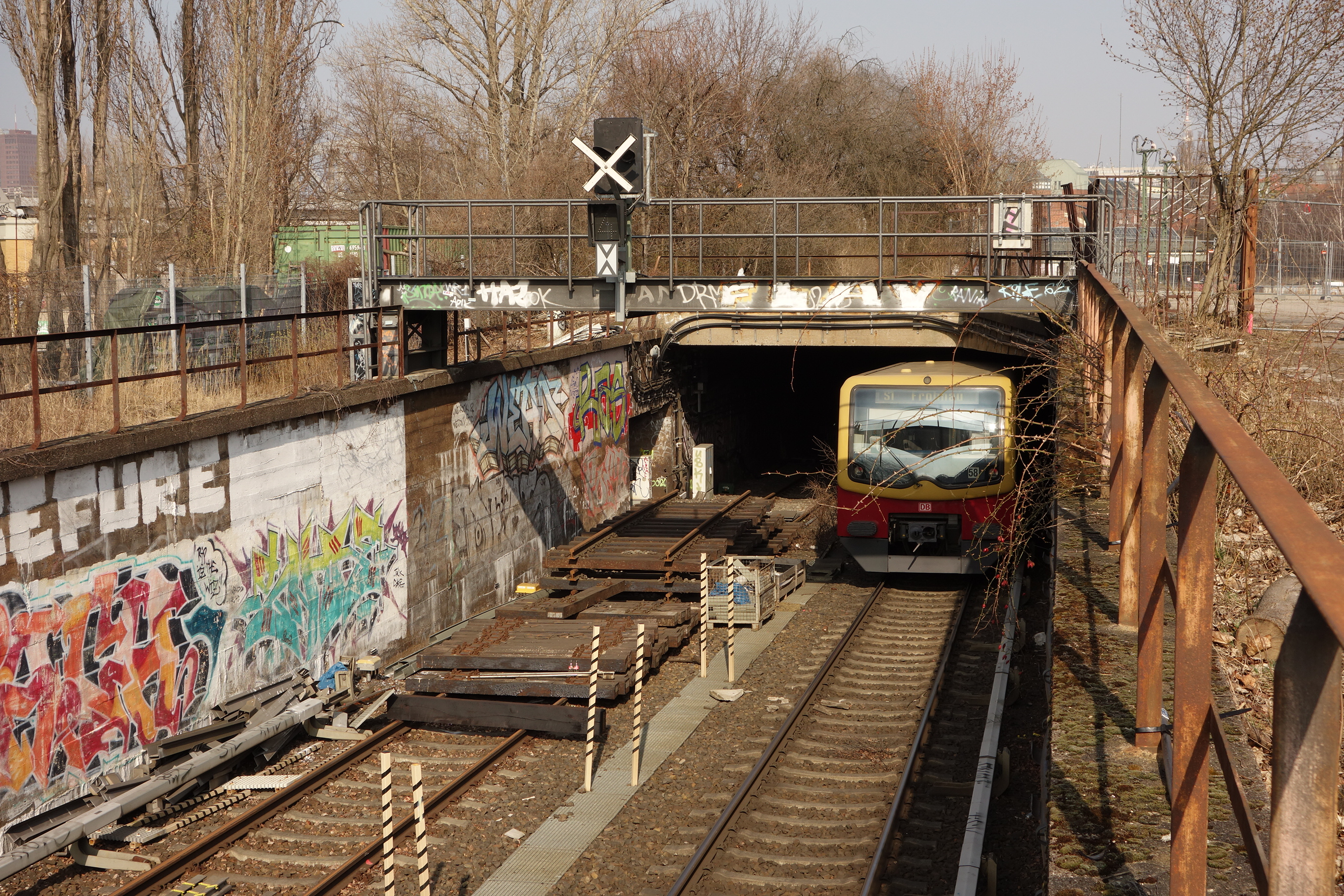
Südwestliche Tunneleinfahrt (Wannseebahn)

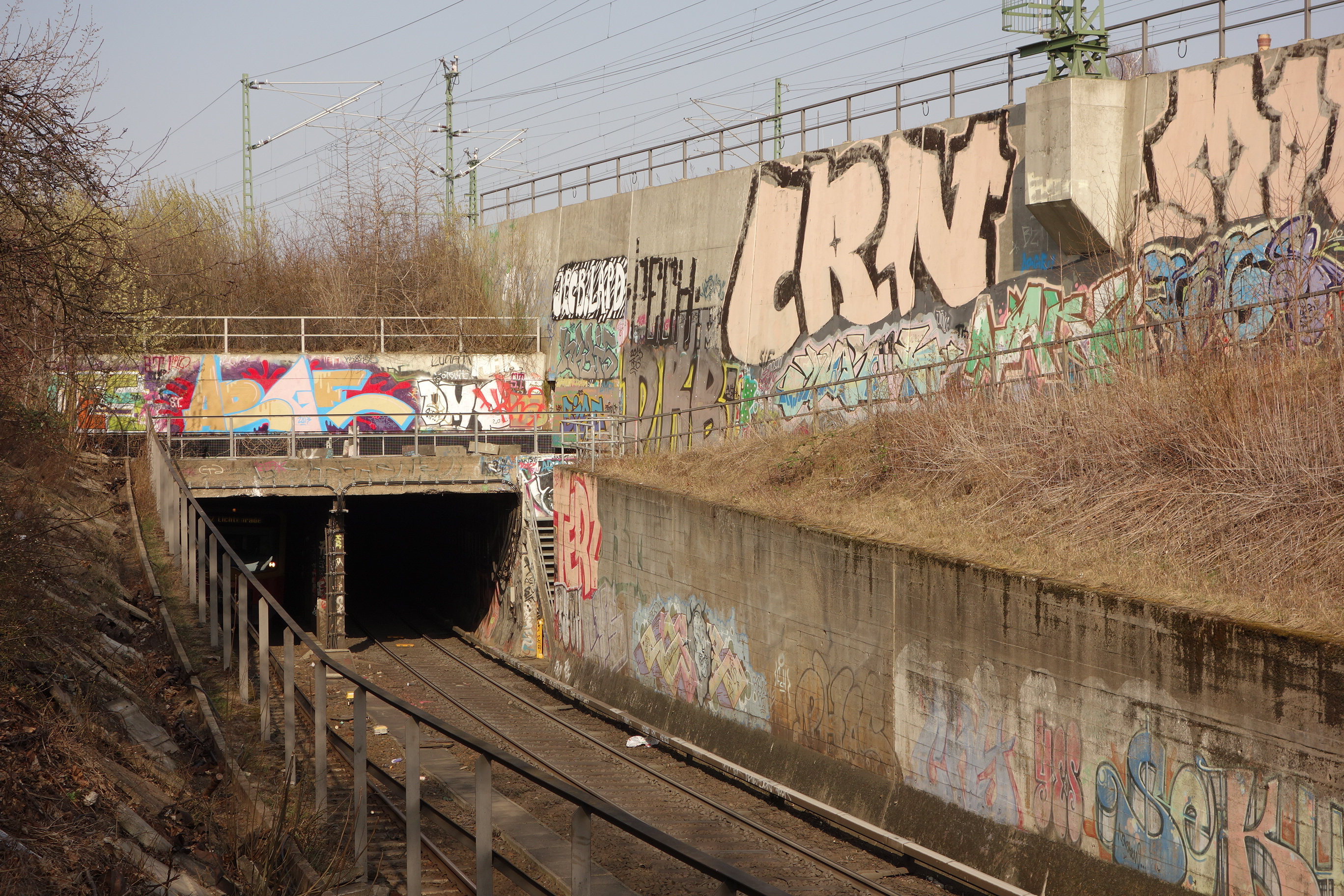
Südöstliche Tunneleinfahrt (Anhalter Vorortbahn)

Südlich des Anhalter Bahnhofs verzweigt sich der Tunnel in die Strecken der Wannseebahn (S1) und die Lichterfelder Vorortstrecke (parallel zur Anhalter Bahn, S25, S26), und in Priesterweg zweigt die Dresdener Bahn ab (S2). Die Strecken kommen getrennt wieder an die Erdoberfläche:
- südwestliche Tunneleinfahrt (Wannseebahn)
- südöstliche Tunneleinfahrt (Anhalter Vorortbahn)

Die jeweils nächsten Bahnhöfe Yorckstraße bzw. Yorckstraße (Großgörschenstraße) befinden sich bereits auf getrennten, mehrere hundert Meter voneinander entfernten Bahntrassen.
Architekt der meisten Bahnhöfe der Nord-Süd-S-Bahn ist Richard Brademann. Im Einzelnen sind das: Bornholmer Straße, Humboldthain, Oranienburger Straße (Brademanns erster S-Bahn-Untergrundbahnhof), Unter den Linden, Potsdamer Platz und Anhalter Bahnhof. Der Stettiner S-Bahnhof stammt von Lüttich; Friedrichstraße von Hane. Weil die Eisenbahn zur Zeit des Nationalsozialismus als modernes Verkehrsmittel galt, konnten die Architekten sich bei den Stationen an die offiziell verpönte Neue Sachlichkeit der frühen Moderne annähern. Bis auf Details (Mosaik des Hoheitszeichens in der nördlichen Verteilerhalle des S-Bahnhofs Potsdamer Platz mit dem Ausgang zur Neuen Reichskanzlei) zeigen die Bahnhöfe keine typische nationalsozialistische Architektur.
Die Bahnhöfe wurden nach der politischen Wende unter Berücksichtigung von Denkmalschutzaspekten saniert, jedoch wurden wichtige Details nicht mehr originalgetreu wiederhergestellt: Die typischen, von Richard Brademann entworfenen S-Bahn-Zeichen auf dem Pylon entsprechen nirgends dem Original. Am nächsten kommen die S-Bahn-Zeichen von Anhalter Bahnhof heran (allerdings gibt es statt des Gusskörpers mit Leuchtschlange in Form des S-Bahn-„S“ heute nur eine hinterleuchtete Glasscheibe). Bei der Sanierung des Anhalter S-Bahnhofs lehnte sich die BVG (im Auftrag der Senatsbauverwaltung) zwar an das frühere Aussehen der Station an und baute emaillierte Blechplatten an die Wände. Jedoch ergeben sich im Gegensatz zum Original (weiße Opakglasplatten) völlig andere Lichtreflexionen, und statt weißer, unauffälliger Fugen ergeben die Spalten zwischen den Platten ein schwarzes Raster. Im Bahnhof Potsdamer Platz hat man Opakglasplatten verbaut und andere Fehler begangen: Bei der Stationsbeschriftung weicht die Tannenberg-Frakturschrift vom Original ab, und die Buchstaben der Bahnsteig-Seitenwände sind erhaben aufgeklebt statt in die Glasplatten flach eingebrannt. Die echte Vorlage ist im Berliner S-Bahn-Museum zu besichtigen. Hinzu kommen Beschriftungen in der seinerzeit von der DB verwendeten Schriftart Helvetica. Beim Bau des Regionalbahnhofs hat man den Westteil der Verkehrshalle zwischen Oberfläche und Bahnsteigen abgeschnitten. Weitere neuzeitliche Einbauten zerstörten ebenfalls die ursprüngliche Raumwirkung.
Der Bahnhof Unter den Linden wurde am 8. August 2009 im Zusammenhang mit der Eröffnung der U-Bahn-Linie U55 und des Baus eines Umsteigebahnhofs zur U-Bahn-Linie U6 in Brandenburger Tor umbenannt.
Seit Anfang 2017 sind in den Tunnelbahnhöfen 260 großformatige Fotos mit Berliner Motiven angebracht, die Bezug auf die jeweilige Station bzw. auf deren Umfeld nehmen.